# Lucyna Winnicka
Lucyna Winnicka (n. 14 iulie 1928, Varșovia, Polonia – d. 22 ianuarie 2013, Palmiry⁠(d), Gmina Czosnów⁠(d), Mazovia, Polonia) a fost o actriță de teatru și film, jurnalistă și publicistă poloneză. A apărut în 21 de filme între 1954 și 1978. A jucat rolul principal în filmul Maica Ioana a Îngerilor, care a primit Premiul Special al Juriului la Festivalul de Film de la Cannes din 1961. În 1967 a fost membră a juriului celui de-al V-lea Festival Internațional de Film de la Moscova.

## Biografie
Înainte de Al Doilea Război Mondial, Lucyna Winnicka a învățat la Școala privată de fete Cecylia Plater-Zyberkówna din Varșovia. În 1950 a absolvit facultatea de drept a Universității din Varșovia. În 1953 a absolvit Academia de Teatru Aleksander Zelwerowicz în Varșovia.
A jucat rar în teatru, în anii 1959-1968 a jucat în șapte spectacole la Teatrul Dramatyczny din Varșovia.
Până în 1974 a cântat pe scenele din Szczecin și Varșovia. În a doua jumătate a anilor 1970, și-a încheiat cariera de actriță de film pentru a se dedica jurnalismului.
Ea a fondat Academia Vieții și a condus-o timp de peste 10 ani, predând medicină alternativă, filosofie și medicina Orientului Îndepărtat. A lucrat ca jurnalist și publicist, ca de exemplu la revistele Przekrój și Literatura. Ea a fost una dintre fondatoarele Transparency International Polonia, o organizație de combatere a corupției. În ultimii ani ai vieții a locuit într-o casă de bătrâni din Palmiry, lângă Varșovia. A fost înmormântată în cimitirul Powązki (secțiunea 297-3-14/15).

## Viață privată
A fost căsătorită cu regizorul Jerzy Kawalerowicz, cu care a avut o fiică, Agata, și un fiu, Piotr.

## Premii
În 1975 a primit Crucea de Cavaler a Ordinului Polonia Restituta cu ocazia împlinirii a 30 de ani de cinematografie în Republica Populară Polonă. A primit un premiu la Festivalul Internațional de Film de la Veneția pentru rolul Marta din filmul Trenul de noapte (1959).

## Filmografie parțială
- Pod gwiazda frygijska (1954) - Madzia
- Adevăratul sfârșit al războiului (1957) - Róza Zborska
- Trenul de noapte (1959) - Marta
- Steaua tăcerii (1960) - Fernsehreporterin / Joan Moran
- Cavalerii teutoni (1960) - Ducesa Ana Danuta de Masovia
- Maica Ioana a Îngerilor (1961) - Maica Ioana a Îngerilor
- Godzina pasowej rózy (1963) - Eleonora
- Pamietnik pani Hanki (1963) - Hanka Niementowska-Renowicka
- Ubranie prawie nowe (1964) - Soția directorului
- Sam posród miasta (1965) - Ewa
- Sposób bycia (1966) - Irena - Soția
- Faraonul (1966) - Preoteasă (nemenționată)
- Sarajevski atentat (1968) - Sofija
- Gra (1969) - Soția
- 322 (1969) - Marta
- Szerelmesfilm (1970) - Ágnes
- Na wylot (1973) - Photo Salon Owner
- Tüzoltó utca 25. (1973) - Maria
- Rătăcire (1975) (nemenționată)
- Wieczne pretensje (1975) - Lab Assistant
- Ognie sa jeszcze zywe (1976) - Dr. Wanda Poplawska
- Indeks (1977) - Secretara Marina